# Metroid: Other M
Metroid: Other M Metoroido Azā Emu (メトロイド アザーエム) és un videojoc per a Wii desenvolupat per "Project M", un equip compost per membres de Nintendo, Team Ninja, i D-Rockets. Aquest va ser anunciat pel president i CEO de Nintendo Amèrica Reggie Fils-Aime seguit d'un menuda prèvia mostrada durant l'Electronic Entertainment Expo del 2009. El joc compta amb modes de vista en primera i tercera persona. Fils-Aime va declarar que Metroid: Other M "t'endinsaria més en la història de Samus" i també va indicar que el joc tornaria a l'estil tradicional de la sèrie en contrast als Metroid Prime, encara que el joc tindrà un tall "més dur". Va ser llançat a Amèrica del Nord el dia 31 d'agost del 2010 (originalment seria llançat el dia 27 de juny del 2010), al Japó i Austràlia el 2 de setembre del 2010, i a Europa el dia 3 de setembre del 2010. El joc va estar present com demostració jugable en l'E3 del 2010 i en la Convenció Internacional de Còmics de San Diego del 2010.

## Jugabilitat
Metroid: Other M es juga principalment utilitzant el Wiimote de manera horitzontal. Normalment, el joc es desenvolupa en una perspectiva de tercera persona, on Samus pot saltar, disparar el canó que té a la seva mà dreta i transformar-se en morfosfera (esfera), similar als títols clàssics de Metroid (no obstant això, l'ambient és en 3D i els moviments no estan limitats a un plànol en 2D). Apuntant cap a la pantalla, el joc canvia a una vista en primera persona, on Samus pot concentrar-se sobre objectius i disparar míssils, no obstant això, Samus no pot moure's en aquesta perspectiva. Hi ha diverses instàncies on els jugadors hauran de canviar constantment entre aquestes dues maneres de joc; per exemple, jugant en vista de tercera persona barallant contra una horda d'enemics voladors, canviant a la vista de primera persona per a destruir els seus punts de sortida (ruscs, nius, etc.).Addicionalment, el mode de vista en primera persona també és usat en l'exploració, per localitzar objectes amagats com a expansions de míssils i tancs d'energia. Other M és el primer en la saga que presenta un sistema de combat cos a cos. Pressionant de forma correcta alguns botons i dirigint-se a l'angle correcte, els jugadors poden usar el Moviment de Sentit, que els permet esquivar atacs enemics, o efectuar un Contraatac. També pot usar el Strike Letal i la Sobrecàrrega, que són per acabar amb enemics ja derrotats. També té un altre moviment anomenat Tècnica de Concentració, en la qual quan la barra d'energia baixa a nivells perillosos és possible regenerar-la mantenint el Wii Malnom de forma vertical i pressionant el botó A. Això també serveix per la recàrrega de míssils.
El joc pren lloc en variades ubicacions centrades en la Nau Ampolla de la Federació Galàctica. L'ambient principal de la nau és "l'interior de l'atuell", on Samus es troba amb soldats de la Federació Galàctica en nombroses ocasions, mentre que els altres ambients es troben dins de gegantesques esferes dins de la nau. Aquestes inclouen la BIOSFERA, que conté una selva tropical; la CRIOSFERA, en la qual les temperatures són sota zero; i la PIROSFERA, una zona volcànica d'altes temperatures en el qual és indispensable en Varia Suit per sobreviure en ell.
Com a afegitó, es pot desbloquejar una seqüència de vídeo de 2 hores de durada, una vegada que es completi el joc. Està dividida en capítols, conté les escenes de tall mostrades durant el joc, a més de diversos clips del mode de joc gravat pels desenvolupadors.

## Argument
El joc pren lloc entre Super Metroid i Metroid Fusion. Other M inicia amb una escena cinematogràfica mostrant la batalla final amb Mother Brain en la conclusió de Super Metroid. Després d'escapar de l'esclat del planeta Zebes, Samus Aran desperta en una nau de la Federació Galàctica. Després de deixar-la, ella rep un senyal d'auxili, coneguda amb el nom codi "Plor de Bebè" d'una "Nau Ampolla" inactiva, la qual està surant a curta distància del buc de la Federació. En abordar la nau, Samus troba un grup de soldats GF, coneguts com el 7è. Escamot, Comandat per Adam Malkovich, qui solia ser el seu oficial comandant quan estava allistada a l'Armada de la Federació. La relació entre Adam i Samus és fregeixi des que ella va deixar l'armada en el passat, cridant a Samus "Forastera", ordenant al seu equip no revelar detalls de la seva missió a ella. No obstant això, ell l'accepta després de derrotar un gran monstre amb tentacles i des d'aquí el comença a autoritzar-li l'ús diferents objectes a Samus, amb el cost d'obeir inapel·lablement les seves ordres. Adam també assigna el 7è. Escamot anar en recerques en solitari per investigar la Nau Botella
Al progrés de la trama, Samus troba a Madeline Bergman, Tracta de convèncer-la que ella està aquí per rescatar-la. Samus també s'assabenta que soldats del 7è. Escamot van morir en la Nau Botella, incloent el traïdor, conegut mes davant com "The Deleter". Després en la Piroesfera, Samus va trobar a Ridley, però Anthony Higgs (el seu millor amic en l'armada) la salva i aparentment Ridley mata a Anthony copejant-ho fos de la sortint. Deixant enrere la Bioesfera, Samus s'encamina al SECTOR ZERO on també es troba amb Adam, qui li informa que se sacrifiqués per poder destruir el sector, el seu pla consistia a causar el suficient dany perquè el sector se separés i s'autodestruïs, acabant amb els Metroid i amb "MB". Després coneix a una dona pèl-roja que s'identifica com Madeline Bergman, deixant a Samus confosa, però Madeline li explica que la dona que anteriorment hauria conegut és MB, una androide que és Mother Brain reconstruïda i usada per controlar a les forces especials basades en els Pirates Espacials. Després, Madeline intenta parlar amb MB, qui insisteix que tots han de ser jutjats. Ella intenta atacar a Madeline, després és congelada per un grup de Marines de la Federació galàctica, però MB ràpidament es descongela i plena d'ira, convoca a les més perilloses criatures de la nau a l'habitació. Madeline pren una Pistola Congelante i dispara contra MB. Sota les ordres del seu Coronel, els soldats ràpidament prenen avantatge de la situació i afusellen a MB. El Coronel s'aproxima a Samus i atès que la resta del batalló 7 està mort, li informa que ella no està autoritzada per mantenir contacte amb Madeline. Ordena que Samus sigui escortada per un dels soldats a la seva nau, llavors un marine s'apropa a Samus i la crida "princesa" en aquest moment descobreix que aquest marine és Anthony Higgs, informant que les seves ordres, que són directes del president de la Federació Galàctica, que són assegurar el bon estat de qualsevol supervivent de la Nau Botella. Madeline, Samus i Anthony abandonen la Nau Botella en la nau de Samus rumb a les casernes centrals de la Federació Galàctica.
Després dels crèdits finals, i abans que la Federació Galàctica decideixi quan destruir la Nau Ampolla, Samus torna per recuperar un important record d'Adam, el qual va deixar en el tauler de comando on estava assegut. Samus troba aquest record, que és el casc d'Adam, després escapa de la Nau Ampolla vestida amb el seu Zero Suit, i finalment la nau és destruïda.